# Bas van Pelt
Bastiaan Johannes (Bas) van Pelt (Dordrecht, 5 november 1900 – Kamp Sandbostel, 24 mei 1945) was een Nederlands ondernemer, binnenhuisarchitect, meubelontwerper en verzetsstrijder.

## Biografie
Van Pelt werd geboren als zoon van Andries van Pelt en Teuntje Lenoir. Hij groeide op in een gezin van drie kinderen, waarvan hij de oudste was. Hij was getrouwd met Johanna Hendrika Jansen (1901-1991). In 1920 kreeg het echtpaar een dochter, Janni, die later in haar vaders voetsporen trad als meubelontwerper.
Van Pelt volgde een opleiding aan de handelsschool in Den Haag, waar hij ook typografie leerde.
Vanaf 1924 was Van Pelt werkzaam in de meubelfabriek van zijn schoonvader.
Na zeven jaar als binnenhuisarchitect te hebben gewerkt, nam Van Pelt in Den Haag de Firma Corn. van der Sluys aan de Lange Houtstraat over. Dit meubelinterieurbedrijf was in 1908 opgericht door Cornelis van der Sluys en H.T. Coolwijk. Van Pelt gaf dit bedrijf een nieuwe naam: My Home. In de jaren die daarop volgden, vestigde hij filialen in andere steden. In Amsterdam werd een My Home gevestigd, in Maastricht vestigde hij kunstzaal De Gulden Roos en in Enschede kunstzaal Het Binnenhuis.
In 1936 richtte van Pelt een architectenbureau op met ir. Jan Piets, dat meerdere landhuizen ontwierp.
Van Pelt was voor zijn tijd een vernieuwende ontwerper. Hij bewoog zich uitsluitend op het moderne vlak. Zijn stijl sloot aan bij de Amsterdamse School en het Bauhaus.
Hij publiceerde in meerdere bladen: De Arbeiderspers, Het Binnenhuis, De Vrouw en Haar Huis, Het Landhuis en The Studio. Daarnaast heeft van Pelt een aantal boeken geschreven in het Nederlands, Engels en Italiaans over interieurinrichtingen.
Van Pelt was actief in het kunstenaarsmilieu. Zo was hij bestuurslid van de Haagse Kunstkring, de Limburgse Kunstenaarsvereniging en de Vereniging voor Ambachts- en Nijverheidskunst.

### Tweede Wereldoorlog
Op 10 mei 1940 werd de opslagplaats van Van Pelt’s filiaal in Den Haag verwoest door een verdwaalde bom, hierbij kwam één van zijn werknemers om het leven. Deze gebeurtenis had een zodanig effect op hem dat hij ervoor koos om bij het verzet te gaan.
Op zijn landgoed ‘’de Pal’’ in Schaveren liet Van Pelt verzetsmensen en Joden onderduiken en munitievoorraden opslaan.
De Duitsers pakten Van Pelt op in mei 1944 in Epe, maar hij werd wegens gebrek aan bewijs in november vrijgelaten. Een maand later werd hij voor de tweede keer opgepakt na verraad. Hij werd op transport gezet vanuit Apeldoorn en kwam via Neuengamme in het concentratiekamp Sandbostel terecht.
Kort na de bevrijding werd zijn hand wegens een bloedvergiftiging geamputeerd. De verzwakte Van Pelt had vlektyfus opgelopen en was daardoor niet meer in staat om te herstellen. Hij overleed op 24 mei 1945.

### Na zijn dood
In juni en augustus 1945 werd bij de tentoonstelling Kunst in het harnas in het Stedelijk Museum Amsterdam werk van Van Pelt tentoongesteld.
In de jaren na de Tweede Wereldoorlog had Van Pelt's weduwe de leiding van My Home. Vanaf de jaren 1950 zetten de dochter van van Pelt, Janni van Pelt, en haar man de zaak voort. Ter gelegenheid van het 25-jarige bestaan van My Home werd in 1956 de bedrijfsnaam bas van pelt binnenhuisarchitectuur geïntroduceerd, als hommage aan zijn oprichter. In 2000 werd het bedrijf  overgedragen aan werknemer, interieurarchitect en product-ontwerper Karel Bodegom.
Bas van Pelt is opgenomen in de Erelijst van Gevallenen. In 2015 werd er een plaquette geplaatst bij het terrein van landgoed ''de Pal'' ter herinnering aan de hulp die Bas van Pelt en zijn vrouw boden aan het verzet.